# 建桥镇
建桥镇，是中华人民共和国广东省梅州市丰顺县下辖的一个乡镇级行政单位。

## 行政区划
建桥镇下辖以下地区：
环西村、郑屋村、岗围村、环东村、三社村、建安村、建桥村、三和村、新和村和环中村。

## 中国传统村落
2013年8月，建桥村被评为第二批中国传统村落。